# Nadir Kassab
Pour les articles homonymes, voir Nadir (prénom).
Nadir Kassab est un moudjahid durant la Révolution Algérienne, puis 2e wali d'Alger après l'indépendance.

## Biographie
Né le 30 juillet 1927 à Alger.
Ayant obtenu le certificat de fin d'études, il est un féru lecteur de tous les ouvrages politiques et historiques. Il s'enrôle dans la résistance contre le colonialisme français dès son jeune âge, dès l'âge de 12 ans.
Nadir Kassab est un moudjahid durant la Révolution Algérienne.
Il fut emprisonné en 1956, pris à son domicile de kouba, sous le regard de son épouse Souhila Kassab Née Boursas (dont le frère Mohamed BOURSAS Fut porté disparu au maquis en 1956), de sa mère Safia Kassab née TEBIB (Dont la famille sont des  notables médecins de la Casbah) et de son bébé Meriem Kassab alors âgée de 6 mois. 
Il y restera 6 ans, et y connaîtra la torture.
C'est dans le domicile de Nadir Kassab, à Kouba, qu'une réunion avait rassemblé Ahmed Hassam, Nadir Kassab, Dab, Redjimi, Okbane et Touati Krim, où le contact a été pris avec Mohamed Boudiaf et Krim Belkacem.
Nadir Kassab était le responsable de l'Organisation spéciale (OS) à Kouba.
Il est nommé 2e wali d'Alger le 6 juillet 1962 après l'indépendance.

## Itinéraire
|     | Wilaya                    | Début          | Fin            |
| 1er | Wali de la wilaya d'Alger | 6 juillet 1962 | 8 octobre 1962 |